# Legendz
Legendz är en rollspels-, anime-, leksaks-, kortspels- och mangaserie som från början skapades av VIZ Media. Mangan är författad av Hirai Rin och tecknad av Haruno Makoto. Serien serialiseras i Shueishas Monthly Shonen Jump.

## Handling
Förr existerade monster som kallades Legendz på jorden. Efter Legendzkriget förvandlades monstren till så kallade sourudooru-kristaller och försattes i sömn. Monstren använder magi, och har lärt sig att återuppväckas. Varje monster har attributen tornado, vulkan, storm, jordbävning, andlig och mörk. Människor som kan hantera dessa attribut kallas för Saga.